# Zembrzyce (gmina)
Pour la localité, voir Zembrzyce.
Zembrzyce est une gmina rurale du powiat de Sucha, Petite-Pologne, dans le sud de la Pologne. Son siège est le village de Zembrzyce, qui se situe environ 5 km au nord de Sucha Beskidzka et 40 km au sud-ouest de la capitale régionale Cracovie.
La gmina couvre une superficie de 39,9 km2 pour une population de 5 533 habitants.

## Géographie
La gmina inclut les villages de Marcówka, Śleszowice, Tarnawa Dolna, Tarnawa Górna et Zembrzyce.
La gmina borde la ville de Sucha Beskidzka et les gminy de Budzów, Maków Podhalański, Mucharz, Stryszawa, Stryszów et Wadowice.